# Кирпань, Андрей Евтихиевич
Андре́й Евти́хиевич Ки́рпань (укр. Андрій Євтихійович Кирпань; 16 февраля 1947 года — 10 февраля 1998 года) — советский и украинский музыкант, валторнист, дирижёр, педагог. Заслуженный артист УССР (1985 год).

## Биография
Музыкальное образование получил в Киевской Государственной консерватории им. П. И. Чайковского (ныне Национальная музыкальная академия Украины): оркестровый факультет по классу валторны и аспирантуру у профессора Н. Я. Юрченко, факультет оперно-симфонического дирижирования у народного артиста Украины и России В. Н. Кожухаря.
Дипломант и Лауреат Всеукраинских конкурсов (1968 год, 1976 год — 1 премия). Работал солистом в оркестре оперной студии при Киевской консерватории, в симфоническом оркестре Государственного радио и телевидения, в Киевском камерном оркестре.
1972-1990 годы — концертмейстер группы валторн Государственного заслуженного академического симфонического оркестра Украины.
С 1984 по 1990 год выступал с этим оркестром и как дирижёр.
1990-1994 годы — художественный руководитель и главный дирижёр Государственного духового оркестра Украины. С 1994 г. — ведущий артист симфонического оркестра Национального академического театра оперы и балета им. Т. Г. Шевченко.
В 1974 году начал педагогическую деятельность в Киевской средней специальной музыкальной школе им. Н. В. Лысенко при Киевской консерватории. С 1995 года — преподаватель Национальной Музыкальной Академии им. П. И. Чайковского.
Андрей Кирпань зарекомендовал себя высокопрофессиональным, талантливым музыкантом. Он владел высоким уровнем исполнительского мастерства, ярким артистизмом. Манере А. Кирпаня были присущи благородство звука, тембральная насыщенность, яркая индивидуальность. Его репертуар включал самые сложные произведения мировой и украинской классики. Как музыкант и дирижёр записал множество произведений в фонд Украинского радио, на пластинки и компактдиски. Большое внимание уделял педагогической деятельности, передавая свой опыт и мастерство молодому поколению. Среди его учеников — лауреаты Всесоюзных и Международных конкурсов.

## Дискография
- Національна музична академія ім. П.І.Чайковського. Грають викладачі кафедри мідних духових та ударних інструментів.(2008)
- Музика бароко для труби. В.Посвалюк, труба. Ансамбль солістів Національного академічного симфонічного оркестру України, диригент Андрій Кирпань. — 2001.
- Державний академічний духовий оркестр України. Записи, здійснені під час концертів. — 2004.

## Звания и награды
- Дипломант и Лауреат Всеукраинских конкурсов (1968 г., 1976 г. — 1 премия).
- Заслуженный артист УССР (1985 г.)